# Pałac Miera w Leżajsku
Pałac Miera – zabytkowy, dawny klasycystyczny pałac Wojciecha hr. Miera. Znajduje się w Leżajsku przy ul. Furgalskiego 4 i ustawiony jest na osi dawnego dworu starościńskiego.
Wzniesiony na planie prostokąta z delikatnie zaznaczonym ryzalitem fasady czołowej ok. 1819 roku. Był cenionym ośrodkiem życia kulturalnego i miejscem spotkań towarzyskich. Po 1831 roku przeszedł w ręce Potockich z Łańcuta. W 1918 roku przeszedł w ręce Sióstr Służebniczek NMP. Obecnie znajduje się w nim przedszkole.